# 오마 샤리프 주니어

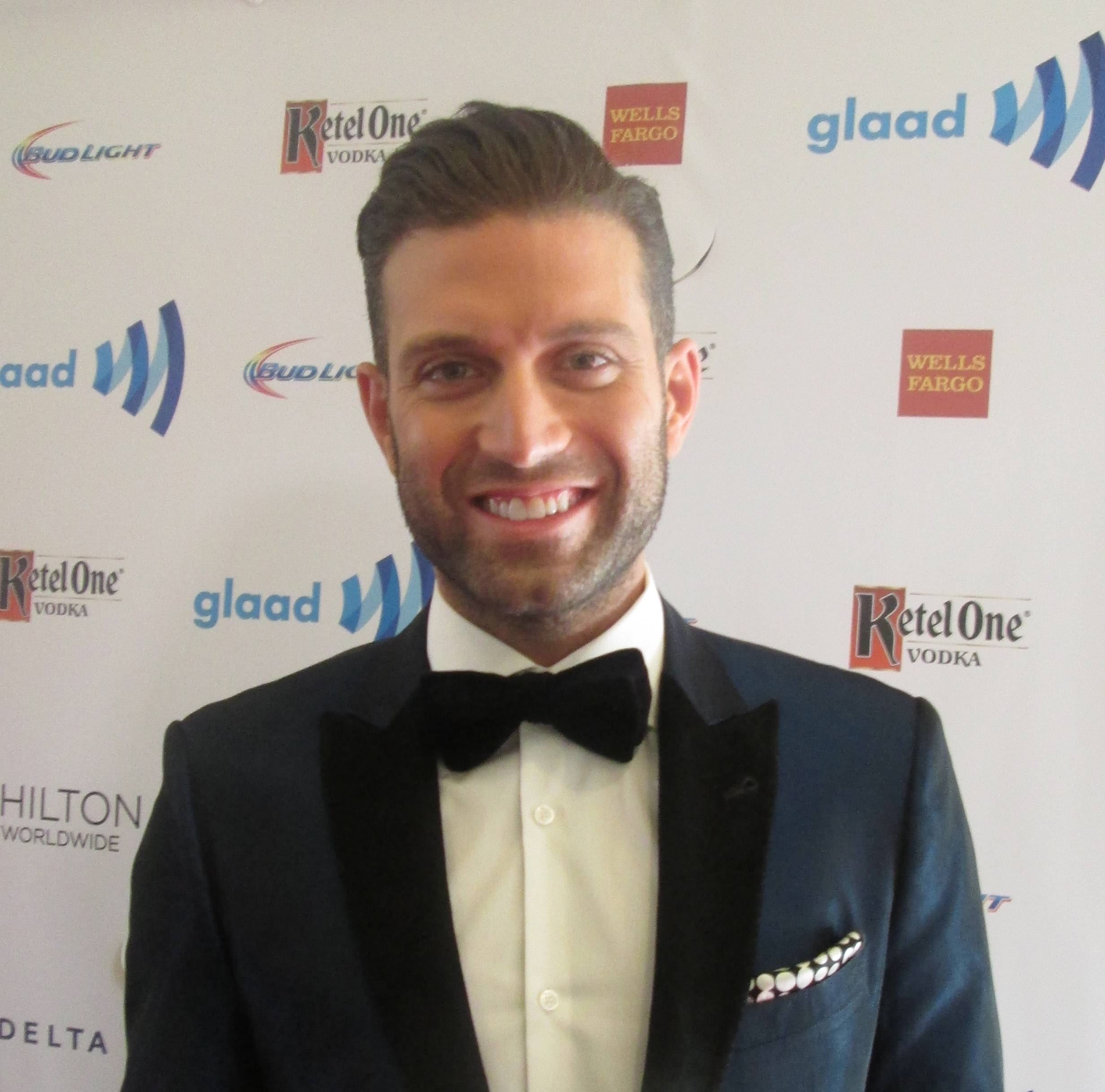

오마 샤리프 주니어(Omar Sharif Jr., 1983년 11월 28일 ~ )는 이집트의 배우, 모델, 텔레비전 배우, 성소수자 인권 운동가이다.
몬트리올에서 태어났다.

## 영화
- 로즈 (2016년) - 다니엘 오브라이언 역
- 더 트래벨러 (2009년)